# Shīvāvakān
Shīvāvakān (persiska: شیواوکان) är en ort i Iran.   Den ligger i provinsen Västazarbaijan, i den nordvästra delen av landet, 500 km väster om huvudstaden Teheran. Shīvāvakān ligger 1 209 meter över havet och antalet invånare är 176.
Terrängen runt Shīvāvakān är huvudsakligen kuperad, men norrut är den bergig. Shīvāvakān ligger nere i en dal. Runt Shīvāvakān är det ganska tätbefolkat, med 80 invånare per kvadratkilometer. Närmaste större samhälle är Mūsālān, 3,0 km nordväst om Shīvāvakān. Trakten runt Shīvāvakān består till största delen av jordbruksmark.